# Эрнандо де Сото (мост)
Эрнандо де Сото (англ. Hernando de Soto Bridge) — мост через Миссисипи, соединяющий города Мемфис (Теннесси) и Уэст-Мемфис (Арканзас).
Эрнандо де Сото представляет собой стальной арочный мост с пролётами в 274 м и высотой над уровнем воды в среднем около 33 м; он был построен в 1972 году, открытие моста состоялось 2 августа 1973 года. Мост является частью магистрали Interstate 40. Название строение получило в честь конкистадора Эрнандо де Сото, исследовавшего этот участок реки и умершего к югу от этого места.
Местные жители его также называют «Новый мост», так как Эрнандо де Сото построен позже находящегося ниже по течению моста Мемфис-энд-Арканзас (магистраль Interstate 55).